# Императрица Александра (линейный корабль, 1827)
«Императрица Александра» — парусный линейный корабль Балтийского флота Российской империи, первый из 8 кораблей одноимённого типа. Корабль находился в составе флота с 1827 по 1863 год, принимал участие в подавлении Польского восстания и Крымской войне на балтийском театре боевых действий, использовался в качестве учебного и крейсерского судна, а также для перевозки войск и грузов. Во время службы дважды проходил тимберовку в Кронштадте.

## Описание корабля
Один из восьми 84-пушечных парусных линейных кораблей с деревянным корпусом одноимённого типа, построенных в Новом адмиралтействе Санкт-Петербурга с 1826 по 1835 год. Водоизмещение корабля составляло 3500 тонн, длина между перпендикулярами по сведениям из различных источников 59,74—59,8 метра, ширина без обшивки — 15,24—15,3 метра, глубина интрюма — 7,2 метра, а осадка 6,6 метр. По официальной классификации корабли этой серии относились к 74-пушечным, но в действительности несли до 96 орудий, так у «Императрицы Александры» в источниках указывается вооружение в 96 орудий.
Корабль был назван в честь супруги императора Николая I императрицы Александры Фёдоровны.

## История службы
Корабль «Императрица Александра» был заложен 8 (20) мая 1826 года на стапеле Нового адмиралтейства в Санкт-Петербурге и после спуска на воду в присутствии императора Николая I 19 (31) октября 1827 года вошёл в состав Балтийского флота России. Строительство корабля вёл кораблестроитель в звании генерал-майора Корпуса корабельных инженеров А. А. Попов.
В кампанию 1828 года находился на кронштадтском рейде, где использовался для обучения экипажа. В 1829 и 1830 годах в составе эскадр кораблей Балтийского флота выходил в практические плавания в Балтийском море и Финском заливе.
В кампанию 1831 года, во время подавления Польского восстания, находился в составе эскадры под командованием вице-адмирала Ф. Ф. Беллинсгаузена, которая крейсировала вдоль берегов Курляндии для предотвращения подвоза оружия в помощь польским мятежникам. В 1833 году находился в практических плаваниях в Балтийском море и Финском заливе.
С июля по сентябрь 1835 года в составе эскадры под командованием вице-адмирала П. И. Рикорда принимал участие в переброске Гвардейского корпуса из Кронштадта в Данциг, а затем обратно. 3 (15) июля 1836 года принимал участие в торжественной церемонии встречи Балтийским флотом на Кронштадтском рейде «дедушки русского флота» — ботика Петра I. В кампанию этого года также выходил в практическое плавание в Балтийское море и Финский залив.
В 1839 году подвергся тимберовке в Кронштадте, в кампанию этого года, а также последующих 1840—1842 годов находился в плаваниях в Балтийском море и Финском заливе в составе практических эскадр Балтийского флота.
В кампании 1846 и 1847 годов также в составе эскадр принимал участие в практических плаваниях в Балтийском море и Финском заливе. С 1849 по 1851 год находился на второй тимберовке в доке Петра Великого в Кронштадте.
В 1853 и 1854 годах вновь принимал участие в практических плаваниях в Балтийском море и Финском заливе в составе эскадр. 
Принимал участие в Крымской войне на балтийском театре боевых действий. С 16 (28) июня 1854 года стоял в кронштадтской гавани между фортом Меньшиков и Лесными воротами на случай прорыва англо-французского флота. В июле того же года в составе эскадры под командованием вице-адмирала Д. П. Замыцкого выходил в плавание до Красной Горки. В кампанию 1855 года находился в Кронштадте.
В кампаинии 1856 и 1857 годов использовался для перевозки войск из Свеаборга и Ревеля в Кронштадт.
В 1860 году парусный линейный корабль «Императрица Александра» был отчислен к порту, а 5 (17) января 1863 года исключён из списков судов флота.

## Командиры корабля
Командирами линейного корабля «Императрица Александра» в составе Российского императорского флота в разное время служили:
- Г. С. Шишмарев (1827—1829 годы);
- капитан 1-го ранга А. А. Дурасов (с 1830 года до 10 (22) апреля 1832 года);
- капитан 1-го ранга Н. П. Епанчин (с 17 (29) апреля 1832 года до 1836 года);
- П. А. Моллер (1839—1841 годы);
- Л. Л. Князев (1842—1843 годы и 1846—1847 годы);
- Н. П. Опочинин (1852—1854 годы);
- капитан 2-го ранга, а с 30 августа (11 сентября) 1855 года капитан 1-го ранга В. М. Филиппов (1855 год);
- И. Н. Изыльметьев (1857—1858 годы);
- капитан 1-го ранга К. И. Григорович (до 11 (23) января 1860 года);
- капитан 1-го ранга М. А. Вишняков (с 11 (23) января 1860 года).